# Diaea nakajimai
Diaea nakajimai es una especie de araña cangrejo del género Diaea, familia Thomisidae. Fue descrita científicamente por Ono en 1993.

## Distribución
Esta especie se encuentra en Madagascar.